# دانه‌خوار تمینک
دانه‌خوار تمینک (نام علمی: Sporophila falcirostris) نام یک گونه از سرده دانه‌خوارهای اصلی است.